# Once Upon a Christmas Night
Once Upon a Christmas Night är ett julalbum med Magnus Carlsson och Jessica Andersson från 2016. EP:n släpptes i december 2016 i samband med Christmas Night-tunén. 

## Låtlista
1. En stilla väntan (Magnus & Jessica)
2. Jag är på väg till Stockholm ("Driving Home for Christmas", Magnus)
3. Vintersaga (Jessica)
4. Ding Dong (Magnus)
5. Get Me Through December (Jessica)
6. That's Christmas to Me (Gabriel Forss & Magnus)
7. Rockin' Around The Christmas Tree (Jessica)
8. Min jul (Lisa Ljungberg & Jessica)
9. Fairytale of New York (Magnus & Jessica)
10. Vinterhamn (Magnus)